# Furirskytt
Furirskytt (tyska Fourierschütze) är en militär titel som har funnits i den svenska krigsmakten efter slaget vid Poltava. 
I december 1709 bestämde kung Karl XII att det vid varje infanteri- och dragonkompani skulle finnas sex extraordinare furirskyttar. De var värvade och skulle stå furirerna till förfogande då de på förhand ordnade inkvarteringen för kompanier på marsch. De kunde även användas som förtrupper eller spaningssoldater under marschen. På grund av deras specialuppdrag valdes de bland handlingskraftiga och goda skyttar. De var beridna och försedda med studsare. De stod i ständig beredskap och var därför befriade från andra uppgifter.
Beslutet fick till en början efterföljd endast i de svenska trupperna i Polen och de tyska provinserna. Läget ändrades vid förberedelserna för tåget mot Norge 1718. De ständiga värvningarna hade dock försvårat läget så att man inom kompanierna till en del måste ta sina furirskyttar ur de befintliga rotarna. Under år 1719 efter det norska fälttåget fick furirskyttarna avsked eller återfördes till sina ursprungliga rotar.